# 英特集团
浙江英特集团股份有限公司 （深交所：000411，A股简称：英特集团）是中国深圳证券交易所的一家上市公司，主营业务范围为药品、医疗器械批发及零售。
2011年，该公司主营业务收入为8526353583.88元，公司净利润为187272544.11元，公司总资产为3679048194.76元。